# 魔神創造伝ワタル
『魔神創造伝ワタル』（ましんそうぞうでん ワタル）は、バンダイナムコピクチャーズが制作し2025年1月から6月までテレビ東京系列にて放送されたテレビアニメ。
1988年に第1作が制作・放送された「魔神英雄伝ワタルシリーズ」の系列作品で、1997年の『超魔神英雄伝ワタル』から27年ぶりに放送されるテレビシリーズの第4作目。過去シリーズの主人公であった「戦部ワタル」の伝説を受け継ぐ、新たな救世主のストーリーが描かれる。

## 製作

### ストーリー設定・作風
インターネットが普及している令和の世相を反映して、主人公の少年は動画配信者志望、ヒロインも人気バーチャルアイドル（Vtuber） という設定が加味されている。
シリーズ構成の加藤陽一はインタビューで「ワタルシリーズ」の新作を作るにあたり、2020年の『魔神英雄伝ワタル 七魂の龍神丸』の制作から数年しか経っていない状態でリメイクを作ることについて他スタッフにヒアリングした際、「数十年続くコンテンツにしたい」というプロデューサー陣の想いを感じたため、旧作のリメイクではなく「ワタルシリーズは時代や状況に合わせてどんなものでも作れるIPにする」という中核メンバーの意見が一致し、ビックリマン・ドラゴンクエストシリーズなどのRPG・光GENJIなど当時の流行をいくつも取り入れた初代ワタルの特徴を引き継ぐため、現代の子どもたちが興味を持っているYouTubeやMinecraftの要素を取り入れたという。
監督のかまくらゆみは、本作の制作に心がけている事、意識している事として、絵柄や表現には四角（正方形）を取り入れる事、内容面は「対象年齢を大幅に下げたのでとにかく楽しく笑える作品に、それでいて続きが気になる！と思わせる仕掛けと謎をちりばめる事」と語っている。

### 沿革
2024年1月13日に調布市グリーンホールで開催された「ワタルシリーズ」の生誕35周年イベント「魔神英雄伝ワタル 35周年感謝祭」にて、本作の制作決定が発表された。
8月29日に東京ビッグサイトで開催された「東京おもちゃショー2024」でも本作のイベントが行われ「ワタルシリーズ」の大ファンであるお笑い芸人のゴー☆ジャスも同イベントに参加した。

## ストーリー
インターネットとさまざまなデジタルツールが普及した現代社会。主人公の星部ワタルと、そのいとこである天部カケルは、有名配信サイト「リューチューブ」で大バズりの大人気リューチューバーを目指している小学生コンビ。
雷雨が降り注ぐある日の夕方、空から呼びかけてくる謎の声を聞いたワタルとカケルは、そこに浮遊する不思議なブロックたちをさまざまな「もの」に組み立て創造することができる異世界宙部界に飛ばされ、そこでエンジョーダ率いる悪の勢力ヤカラが人々を苦しめる状況を目の当たりにする。飛ばされた先で待っていたカバのような巨顔の剣豪御富良院から、自身がヤカラの魔の手から宙部界を救うべく召喚された救世主ワタルであることを知らされたワタルは、人気Vtuberとして活動しながらワタルの宙部界への転送を手引きした天真爛漫な少女マロも加えた3人でエンジョーダ打倒の旅へと出発する。ほどなくして民衆を苦しめるヤカラのロボット兵器魔神に遭遇したワタルは、自身を呼ぶ声の正体である黄金の龍神に導かれ、自身がブロックで作成したロボットに龍神の魂が宿った魔神龍神丸を召喚。その強さをもって敵を撃退する。一方、同じ宙部界の別地点に飛ばされヤカラに捕まっていたカケルも、ショウとマイガーという新たな仲間に助けられて脱走し、旅の道中でワタルとも再会を果たす。マロの話によると、宙部界にはセブンブロックと呼ばれる7つの虹色に輝く秘宝が存在し、すべて集めた者はエンジョーダを倒せる神の力が得られるのだという。ワタルとカケルはどちらが先にセブンブロックを集めるかという勝負を兼ねて旅のパーティを再び二つに分け、さらなる冒険の旅へと乗り出す。
迫り来るヤカラたちを撃退して順調にブロックを集めていくワタルたちだったが、密かにエンジョーダのスパイとして活動していたショウとマイガーの裏切りに遭い、二人が搭乗する天翔丸と重號丸の攻撃を受ける。旅の道中でカケルに本心からの友情を抱いていたショウたちは、麒麟丸を戦場から排除して龍神丸と風神丸のみに攻撃をしかけるが、ショウたちを友として信じたいカケルはとっさに双方の戦いに割り込み、天翔丸たちの攻撃で麒麟丸を破壊される。ショウたちの裏切りに落ち込むカケルだったが、救世主としての使命を果たすべくワタルたちとの旅を続け、一行はついにセブンブロック内に眠る意思たちとの対面を果たす。そこにブロックを狙うショウたちが襲撃してくるが、ワタルの「みんなを笑顔にしたい」という願いを受けたセブンブロックの力が龍神丸を龍王丸へと進化させ、圧倒的な力でショウたちを一蹴する。その後、破壊された麒麟丸もその残骸のブロックを用いた新型機皇龍丸、風神丸も御富良院の救世主の守り手としての意志を反映した風神丸改へと強化される。
一方、度重なる敗北によって本部で厳罰を受けたショウたちは、今度こそワタルたちを打倒すべく再戦を挑んでくるが、戦わずに必死の説得を続けるカケルを見て本当の友情を思い出し戦意を失う。しかし、突如現れた幹部の御羅院が搭乗する雷神丸の攻撃によってショウは左腕を失う。その傷口がブロックとなって消滅するさまを見たワタルたちは、宙部界の人間自体がブロックで作られた「ブロック人間」という真実を見せつけられる。その後、エンジョーダ本拠地「エンジョーダ大社」の池にある神々の隠れ里「裏宙部大社」に逃げ込んだワタルたちは、そこに潜んでいた宙部界の最高神神7から、宙部界自体がブロックで作られた世界であること、御富良院と御羅院がエンジョーダによって体を分けられたひとりのブロック人間熱良院の善悪双方の化身であるという真実を知らされる。
裏宙部大社を出てエンジョーダとの決戦に臨むワタルたちは、敵兵たちを蹴散らしながらエンジョーダ大社の天守閣に到達し、待ち構えていた御羅院、そして傷を負いながらもヤカラに残留したショウたちと対決。味方を使い捨てようとする御羅院の非道さを非難したショウたちはついにヤカラを離反し、龍王丸、皇龍丸、風神丸改、天翔丸極、重號丸極による一斉攻撃で雷神丸を追い詰める。とどめの一撃が入らんとする直前、御羅院の体内に潜んでいたエンジョーダ本人の意識が現れ、御羅院ごと雷神丸を飲み込んだ最強魔神炎上丸へと作り変える。人々から集めた大量の「炎上パワー」を動力とする炎上丸の強さは圧倒的で、ワタルたち魔神チームや救援に駆け付けた「神7」のメンバーである四聖獣三柱をも完封するうえ、ひとり立ち向かった御富良院を消滅させる。さらにエンジョーダはマロを洗脳して次元ゲートを開通させ、その先にあるワタルたちの世界の炎上パワーを取り込んだ大炎上丸へと変貌。炎上パワーの極限結集体である炎上太陽を作り出し、これで既存の宇宙を焼き尽くすことで、自身を絶対神とした炎上宇宙の創世をもくろむ。しかしそこに、御富良院からの遺言を胸に再起したワタルたちの創造力とセブンブロックの新たな力によって龍王丸と皇龍丸が融合した究極魔神神龍王丸が到着。御富良院の屁の要領で炎上太陽の「ガス抜き」を行うワタルの奇策を見た人々の笑顔の力によってマロが洗脳から復活し、ワタルたちを応援する人々の後押しを受けた神龍王丸の神創龍剣が、大炎上丸に宿ったエンジョーダを炎上太陽をもろとも消滅させる。
戦い後、消滅した御富良院とショウはマロの力によってもとの姿で復活を果たし、消滅したエンジョーダが残した断片も善の存在であるベイビーバズルンダとなって宙部界へと帰っていく。

## 作中設定・用語
宙部界（ちゅうぶかい）
本作の主要舞台となる異世界。世界中にキューブ状のブロックが浮かんでおり、これを積み上げて作成したものには、作成者の心情や意思に応じたさまざまな特性がもたらされる。 リュンリュンが所持している地図では、Minecraftのようなブロックを積み上げたマップ画像で表示される。
その正体は、宙部界の最高神たる「神7」が創造した広大な箱庭であり、人間からの信仰を失っていた八百万の神々の移住先である事実が判明する。八百万の神々は、信仰を失った一因だとして人間たちのブロックゲームを疎んでいたが、このゲームに興味を示した「神7」は宙部界の創造に有効利用した。宙部界に住む人々もブロックで構成された「ブロック人間」であり、通常時は普通の人間と変わりはないが、負傷などで体の一部が欠損したり、髪などの体毛が抜けたりすると、その部分がブロックに戻って分解される。一度欠損した部分は二度と元には戻らず、残った部分の強度も連動して低下する。
魔神（マシン）
「ワタルシリーズ」に共通して登場するロボット兵器群。多くが低頭身の人型で、パイロットが操縦するためのコックピットと、機体ごとの特徴的な機構や武装をもつ。
神の力
宙部界のブロックたちを組み上げ、さまざまな「もの」を生み出す不思議な力。道具や建築物、魔神などもブロックに込められた神の力によって形作られている。
セブンブロック
宙部界のどこかに存在する七色の秘宝。7個すべてを所定の場所に持ち込み、儀式を行うことでヤカラの親玉であるエンジョーダを倒せるほどの「大いなる神の力」を得られるとされる。その儀式とは、マロが案内するある山のキッチン内で指定の食材や調味料をブロックとともに煮込んだのち、ブロックに付着した食材の出し汁を洗い流すことで完了する。
実はブロック自体が個別の人格をもっており、儀式の完了と同時に各ブロックに対応した漢字の印が浮かび上がり、その次に顔と手足、装飾品などが生えてくる。実際の神の力はエンジョーダに及ぶものではないとブロックたちは語りつつも、「みんなを笑顔にするために龍神丸を強くしたい」というワタルの真摯な願いを受けて、龍神丸をより強力な「龍王丸」として新生させる。
- 創（赤）- 白いひげを生やした老人。
- 義（橙）- 鉢巻きと青ひげが特徴の男。
- 努（桃）- リボンと輝く目が特徴の努力論者。
- 情（紫）- 気前よく菓子を勧めてくる優しい中年女性。
- 絆（黄）- ポジティブな笑顔の投げ縄使い。
- 信（緑）- 頭に小さい花をつけた困り顔の人間不信者。
- 真（青）- 眼鏡をかけた理屈者。

## 登場キャラクター

### 救世主一行
星部 ワタル（ほしべ ワタル）
声 - 田村睦心
本作の主人公。動画配信でチャンネル登録者数100万人超えのスーパースターを目指している、小学4年生のリューチューバー。おもしろいことは「秒でノる」性分で、「秒でBANだぜ！」が決め台詞。普段から配信に関する意欲が旺盛で、自撮り棒付きスマートフォンやタブレットPCを用いた撮影と編集作業を行っている。第1話時点でのチャンネル登録者数は3000人未満。配信を通じて人々に笑顔をもたらそうとする意思と、そのための「もの」を作り出そうとする「創造」の心を龍神に認められ、世界を救う「救世主ワタル」として宙部界に召喚される。召喚後は宙部界に浮かぶブロックたちをゲーム感覚で積み上げ、龍神の魂が宿った愛機の龍神丸をはじめとする魔神たちを創造していく。
天部 カケル（あまべ カケル）
声 - 種﨑敦美
ワタルの隣家に住むいとこで、リューチューブチャンネルの共同運営者。「カケル」という名は、同居している祖父の勝人が「天を翔ける麒麟」の姿にちなんで付けた名で、「世界を翔け回る自由な子」になって欲しいという願いが込められている。祖父の影響から人情に厚く、「義理人情」を決め台詞にしている。同じく祖父の影響で人気VTuberのマロに入れ込んでいるが、ワタルにはあくまで「配信の参考に」視聴していると言い訳している。
宙部界に召喚される途中でワタルと別の場所に飛ばされ、降り立った地点で気絶していたところをヤカラに捕獲され幽閉されるが、敵の砦で出会ったショウとマイガーの助力を受けて脱走する。ワタルとの再会後はセブンブロックの獲得競争をするために再び別れ、ショウとマイガーを連れて別ルートから旅を続ける。ワタルやマロと同じ「創造」の力をもち、龍神丸を参考にした専用機の麒麟丸を生み出す。当初は、宙部界に来てからヤカラに捕まる過程の記憶を失っていたが、やがて自身を捕らえた人物が御富良院に似た男であると思い出し、御富良院がエンジョーダのスパイであると疑うようになる。結局はショウとマイガーこそがスパイという事実を知るが、二人を友として信じたい思いからセブンブロックすべてを彼らに提供しようと思いつめ、ブロックの所有権を賭けたワタルとの決闘にまで発展する。しかし、天翔丸と重號丸の横入りで追い詰められたワタルを見過ごすことはできず、麒麟丸を犠牲にして龍神丸を守る。その後はショウたちへの情を振り切ってワタルと同じ「スーパースターになる」という夢を掲げ、苦心の末に麒麟丸の断片を組み込んだ新型魔神「皇龍丸」を完成させる。
監督のかまくらは当初、ワタルと仲間２人のパーティでメンバー構成を考えていたが、他スタッフから「（旧ワタルシリーズの）戦部ワタルのパーティと代わり映えしない」との意見を受け、もうひとりの主人公として設定されたキャラクター。メインキャラがいとこ同士なのは他作品であまり見られないことや、両者の関係性がすでに出来上がっており話に入り込みやすい点から監督が提案。口癖の「義理人情！」も、カケルが祖父の影響を受けた要素として取り入れたものだが、その言葉が彼を縛るネックにもなっているという。
御富良院（おふらいん）
声 - 小西克幸
「野牛御富良院（やぎゅうおふらいんりゅう）」を操る剣豪で、顎ひげを束ねたカバのような大きい顔が特徴の中年男性。一人称は「それがし」で、侍らしい古風な口調で話す。出会った当初のワタルからは「おっちゃん」と呼ばれるが、おわり親方との勇敢な戦いを認められてからは「先生」と呼び慕われるようになる。
幼少期からの老け顔であり、回想場面では6歳の時点で現在と同じ容姿をしていた。ワタルたちと違ってインターネットの知識には疎く、そのような知識が必要な場面で後れを取ることが多い。宙部界を襲うヤカラの魔神に苦杯を舐め続けた経験から、世界の守り手となる「救世主ワタル」の出現を待望していた。また、龍神丸の戦いぶりを見て自身の専用魔神を欲するようになり、のちにワタルが創造した風神丸を与えられる。ワタルの龍王丸とカケルの皇龍丸の登場後は風神丸の性能不足を実感し、その心に付け込んだマッスマイル健児に騙されて無理な肉体改造を行う。本性を現した健児によって追い詰められたワタルとカケルを見て「救世主を守る」という自身の使命を思い出し、その思いの強さが「風神丸改」への強化につながる。
その正体は、「神7」の侍従として創造されたブロック人間「良院グループ」のうち、唯一の完成体である「熱良院」（ほっとらいん）の良心から生まれた存在。本来の熱良院は有能で勤勉な人物であったが、主君である「神7」の力に強い憧れを抱き、次第に自身もその力を得たいというわずかな欲望を抱いていた。この欲望に目を付けた生まれたての「ベイビーエンジョーダ」に憑依され、欲望から生まれた「悪しき心」は「御羅院」、不要として弾き出された良心は御富良院として独立した。もとはひとりの人間であることから、分離後も互いの体が磁石のようにくっつく性質をもつ。なお御富良院自身にはこれら一連の記憶がなく、「神7」との謁見で初めて真実を知ることとなる。またこれらの経歴は、かつて熱良院の住居であった宙部大社内の「熱良院記念館」に映像記録として残されている。エンジョーダ大社での御羅院との一騎打ちでは、元同一人物で互いの攻撃パターンが読めることから魔神戦での決着がつかず、機体を降りての生身の決闘に移行。このときにくっついた御羅院の尻を通じて熱良院時代の記憶を取り戻す。熱良院が神々から不当な扱いを受けていたという御羅院の主張に対しては、熱良院が神の力を欲した理由は単なる力への欲望などではなく、「神々の力になって宙部界をよりよくしたい」という願いからくるものであったという見解を述べる。エンジョーダとの決戦では洗脳されたマロを取り戻そうとするも阻止され、メラメラファイヤーの掃射によって機体ごと分解・消滅する。決戦直前に、ウズメに撮影させたメッセージ動画を遺しており、楽しみながら周りの人々の笑顔も取り戻していくワタルとカケルを称賛し、二人なら必ずエンジョーダを倒す救世主（スーパースター）になれるという確信とともに、「二人に出会えたことが自身の一生の宝である」と述べる。動画内で思わずこいた屁は、炎上太陽のパワーを吸い出す蛇口のアイデアに生かされる。エンジョーダ打倒後に遺された体のブロックは、マロの手で御羅院のブロックと組み合わされ、再び御富良院の姿となって復活を果たす。
マロ
声 - 梅澤めぐ
本作のヒロインで、チャンネル登録者数100万人超えのリューチューブチャンネル「マロチャンネル」を運営している大人気少女VTuber。一人称は「マロ」、語尾に「みゃー」を付けて話すのが特徴。その天真爛漫さでワタルや御富良院を翻弄し、そんな彼らや周囲に起きた出来事などを自作の川柳で詠う。
初対面時のワタルに対しては、「スーパースターの（救世主）ワタルに会うため」に（宙部界に）やってきたとして自身の目的を曖昧にしていたが、のちにワタルたちとは違う世界の出身であることと、旧知である龍神をワタルの居場所に案内したことが宙部界に転送される要因となった事実が明らかとなる。また、Vtuber活動はワタルたちの世界を訪ねた際に「楽しそう」という理由で始めたものである。宙部界での道中も、ウズメに撮影させたワタルたちの旅の様子をマロチャンネルにアップロードしていた。リューチューバーとしてのハウツーを聞いてきたワタカケコンビに対しては、「やることやる前にやんなくていいことやったらダメダメ」という基本的かつ重要なアドバイスを贈る。その正体は、「神7」のなかでも強大な存在である「アマテラス」本人であり、セブンブロックの存在や力の引き出し方といった冒険の知識をワタルたちに教えてくる。自力で次元ゲートを開くことも可能であり、そのため最終決戦ではエンジョーダに捕われワタル達の世界への侵攻に利用される。その後は「悪マロ」へと洗脳され、新開設した「悪マロチャンネル」で宙部界が炎上する様子を映すことでワタルたちへの誹謗中傷を増大させ、エンジョーダが作り出した「炎上太陽」に提供するための炎上パワーを生成する。
ウズメ
声 - 種﨑敦美
マロの友だちであるシマエナガ。鳴き声は「ジュピー」。普通の鳥にはない特殊能力を備えており、両眼に内蔵されたカメラによるマロチャンネルの動画撮影や、後述する魔神「ウズメ丸」に変形しての戦闘支援も担う。
リュンリュン
声 - 釘宮理恵
ワタルたちの旅の案内人として同行する龍神の使いで、平時は休眠状態にある龍神（龍神丸）の「代理人」「ピンチヒッター的存在」を自称する。炊事などの家事の腕に優れており、日常生活においてもワタルたちには重要な存在となっている。
さまざまな神の使いの育成機関である「神様幼稚園」の卒園生で、当時に憧れていた鳳凰の使いになれないことに絶望して非行に手を染めたが、そんな自身に期待を寄せてくれた龍神に心打たれて更生し、本格的な龍の使いとなるべく努力を重ねた。
マスコットのように小さく愛らしい姿ながらもかなりの長命であり、本人の言では龍神の使いとなって400年が経過しているという。また、龍らしく口から火を吐くことができる。
ショウ
声 - 市川蒼
「ショ～ウ！」という語尾が特徴の金髪の青年。卓越したヨーヨーの使い手で、これで遠くのものや人を釣り上げたり、内蔵された通信機で遠隔地へ連絡したりといった多彩な用途に用いている。親切で心優しい人物であり、故郷の村人たちからも慕われていた。御羅院のサウナ用に村で採掘されている石を老人たちのために盗んだところを御羅院に捕まったが、「人間の部下もいた方がいい」と御羅院を説得したマイガーに救われ、相棒としてヤカラ入りする。
ヤカラに捕まっていたカケルを敢えて逃がし、彼の友人としてふるまいながらスパイとして暗躍する。また、カケルをそそのかしてセブンブロックを集めさせたのち、すべてのブロックを奪おうと企んでいた。一方、カケルに対する友情は本心からのものであり、エンジョーダ配下と気づきながらワタルと対立までしてブロックを自身らに渡そうとする彼の姿を見て罪悪感を抱く。これ以上カケルが苦しむよりはましであるとしてカケルとの完全な決別と敵対を決意するも、本心では彼を戦いに巻き込みたくないとも思っており、麒麟丸を戦場から排除したうえで龍神丸との戦いに専念しようとする。一同は龍神丸を撃破寸前に追い込むも、セブンブロックの力で強化された龍王丸にはかなわず敗北。帰還した拠点で待っていた上司の御羅院から敗北の罰としてサウナ監獄に閉じ込められるが、大量発汗で「ととのった」ことでパワーアップし、それぞれ「紫夜羽」と「舞我」を名乗ってワタルたちとの再戦に挑む。カケルの皇龍丸との直接対決では、カケルに抱いている心からの友情と敵対しなければならない葛藤を吐き出しつつ攻めるが、それでも「仲間として仲直りしたい」とするカケルの言葉の前に戦意を喪失する。直後に現れた御羅院の雷神丸によって失態の罰を受け、機体のコックピットに届くほどのダメージによって左腕を失う。失った腕はブロック化して分解され、宙部界の人間自体がブロック人間であるという真実をワタルたちに知らしめる。その後は「失った腕を治してやる」という御羅院の言葉に唆されて再度ワタルたちに敵対するが、「ブロック人間が失った体の部分は戻らない」という真実を告げつつ再度仲間に戻るよう説得するカケルと、味方であるはずの自分たちの犠牲も顧みず攻撃してくる御羅院を見て離反を決意。仲間全員の力を合わせて雷神丸の撃破に貢献する。しかし、姿を現したエンジョーダの炎上丸に圧倒され、相手の攻撃から皇龍丸を庇って乗機ごと消滅する。エンジョーダ打倒後はもとの姿で復活するが、これについての明確な理由は明かされていない。
マイガー
声 - 土岐隼一
色黒のチャラい青年。フルネームは「オーマイガー・オオノ・スサノオ」。名前と同じ「オーマイガーォ！」が口癖で、普段の会話でも「ガーォ」の語尾を付けている。増行 暴露宇との戦いを終えた直後のワタルたちの会話を盗み聞きしてセブンブロックの存在を知り、カケルに対して「自身とショウの貯蓄および住宅ローン35年分の返済資金に充てるため」という虚偽の理由を述べて捜索に参加する。その正体は「神7」の三貴士を構成する海の神「スサノオ」本人で、姉のマロからは「スッサー」の愛称で呼ばれる。また、熱良院が神々に憧れる直接のきっかけとなった人物でもある。御羅院に捕まり長らく行方不明となっており、セブンブロックに指摘されるまで同胞である「神7」達も気付いていなかった。ヤカラ所属時代は神としての記憶を失っていたが、マロにハリセンで頭を叩かれたことで記憶を取り戻す。記憶を失う前はよく下界を眺めており、ショウの人柄を見て彼を助けたいという感情を抱いたことがコンビを結成するきっかけとなった。

### ヤカラ
宙部界を揺るがす敵の一派。神々の聖地を攻め落として拠点の「エンジョーダ大社」に作り変え、そこに住まう人々の闇の感情を増幅することで「炎上」させようとしている。ワタルたち救世主の使命は、これら各地を支配するヤカラを倒すことであり、倒した敵の支配エリアは自由に行き来できるよう解放される。

エンジョーダ
声 - 速水奨、阪口大助（ベイビーエンジョーダ時）
ヤカラを統べる首領（ラスボス）。宙部界に渦巻く人々の怒り、妬み、不安といった闇の感情や煩悩が合一して生まれた思念体であり、他者には敬語口調で礼儀正しい一方、万物を炎上させ焼き尽くしたいという強い破壊衝動をもつ。生まれたての小さなベイビーエンジョーダのころに熱良院の体を分割し、悪の心の片割れである部下の御羅院を生み出した。そのまま御羅院に取り付いて組織の運営を代行させていたが、龍王丸にとどめを刺される直前の御羅院の雷神丸を守ると同時に、御羅院と雷神丸を丸ごと呑み込んで専用機の炎上丸に作り変える。離反したショウたちを含むワタル側の魔神チームや援護に駆け付けた四聖獣三柱をも圧倒し、さらにはワタルたちの世界も炎上させようとマロを洗脳して転移する。転移後は、宙部界を超える炎上パワーとマロのアマテラスの力を利用することで極大の「炎上太陽」を形成し、「炎上ビッグバン」で宇宙を空き尽したあとに自身を創造神とした「炎上宇宙」の創世をもくろむ。しかし、ワタルたちによって炎上太陽の表面に無数の巨大な蛇口を取り付けられ、そこから内部の炎上コメントのガス抜きを行うという策によって太陽の発射を阻止される。制御を失い地上に落下した太陽も正気を取り戻したマロの力によって抑え込まれ、地上の観衆からの応援コメントによる後押しを受けた神龍王丸の神創龍剣によって敗北・消滅する。しかし、マロが回収した御富良院のブロックに残っていたわずかな断片は善良な性格の「ベイビーバズルンダ」として転生し、新たな宙部界の住人として平和な生活を送る。
御羅院（おんらいん）
声 - 小西克幸
エンジョーダの配下のなかでも強大な人物。エンジョーダに体を分割された熱良院の「悪しき心」の化身であり、その姿は良心の化身である御富良院に酷似している。ただし、こちらは金色のメッシュ入り衣装を着用しており、サンバを踊りながら「オーレイ！」と決めポーズをとる癖をもつ。サンバと同じくサウナも愛好しており、拠点内に部下への制裁施設も兼ねたサウナ監獄を建設している。これらの趣味嗜好は、熱良院時代に仕事に忙殺され娯楽を我慢させられた不満が起因しており、そのような我慢をさせた「良心」である御富良院への憎悪を募らせる要因になっている。熱良院から自身を分離して解放してくれたエンジョーダに感謝と忠誠を寄せており、「人々が心のままに本音を言い合いぶつけ合う」として世界中を炎上させ、自身がその世界を支配するという野望を掲げる。
宙部界に飛ばされ気絶していたカケルを攫った張本人であり、カケルが本物の御富良院を敵と誤認した要因となる。皇龍丸の初勝利直後に立体映像の姿でワタルたちの前に現れ、健闘をたたえるとともに宣戦を布告する。カケルへの友情から皇龍丸にとどめを刺せなかったショウの甘さを糾弾し、雷神丸の力で天翔丸極もろとも彼を始末する。エンジョーダ大社を舞台としたワタル一行との決戦では、機体性能や思考パターンが似通った御富良院の風神丸改と膠着状態となり、離反したショウたちを含むワタル一行全員の波状攻撃に敗北する。その直後に正体を明かしたエンジョーダに機体ごと乗っ取られ、炎上丸顕現の依り代に利用される。
ブロッキン
声 - 利根健太朗、中野泰佑、富士渕将行、中村源太
色とりどりのブロック型の姿をしている、手下の雑兵たち。エンジョーダに対して従順であるが、きついブラック労働を強いられ愚痴をこぼすこともある。エンジョーダの本拠地では魔神以上に巨大な個体が存在するほか、炎上太陽の内部に閉じ込められた大量の個体たちが神龍王丸の動きを封じようとまとわりついてくる。

#### 各話ゲストキャラクター
爺チャンネル（じいちゃんねる）
声 - 千葉繁
第1話に登場。宙部界に来たワタルが最初に遭遇した敵。自身のファンクラブの信者を増やすために、「ほのぼの島」を拠点である「チャンネル登録お願い島」に変え、島民たちにファンクラブのロゴが描かれた粘土板への指紋押印（登録）をさせている。その行為を咎めたワタルと敵対し、初めて召喚された龍神丸の登龍剣に敗れ去る。
おわり親方
声 - 福山潤
第2話に登場。配信ジャンルの一種である「〇〇をやってみた」系の実験を行っている青年。実験の仕上げに満足したり、勝利を確信したりする際に「終わりだー！」と叫ぶ口癖がある。行き過ぎた迷惑な実験で近隣住民たちを困らせており、御富良院の額を極端に縦に伸ばして転倒させたり、魔神対決では龍神丸を小さくしたりするなどのサイズ変更の術も使う。龍神丸と初召喚された風神丸との連携必殺技に敗れる。
増行 暴露宇（ふぇいく ばくろう）
声 - 村瀬歩
第3話に登場。御富良院が愛読する「週刊くつろぎ」の敏腕少年記者。台詞の一部を引き延ばして発言する癖がある。取材対象に虚実を織り交ぜた悪質な暴露記事を書き、その記事で相手に恥を与え、他者からの評判を落とすことに愉悦を感じている。マロの正体に疑念を抱いたワタルと御富良院に言葉巧みに近づき、マロの誤情報を流して二人を混乱させたり、魔神戦では愛機バクロウの能力を使って龍神丸の秘密までも暴露したりするなどして、ワタル一行に精神的ダメージを与えつつ追い詰める。しかし、ウズメ丸のブロック製ヘッドフォンで聴覚を遮断した龍神丸に暴露を無効化され、龍の矢でバクロウのスマートフォンをすべて射抜かれたあとにとどめを刺される。
ドッキリマン
声 - 斎藤志郎
第4話に登場。テレビ番組のドッキリ企画のようないたずらで人々に迷惑をかけている、トゲ付きヘルメットの男。標的を驚かせたあとに、「ドッキリ大成功！」のプラカードを掲げてネタばらしをするのが基本スタイル。セブンブロックの回収命令を受けるとともに、ワタル一行の打倒を狙って愛機のテッテレイで襲いかかるが、初召喚された麒麟丸の雷円斬と龍神丸の登龍剣を同時に食らい敗北する。実はテッテレイがもつプラカード型ソードに求めていたセブンブロックの1個である「創」が刺さっていたが、マロに指摘されるまで存在に気づいていなかった。
ホンホン
声 - Lynn
第6話に初登場。「神様幼稚園」でリュンリュンの同級生だった赤い幼鳥。卒園後は鳳凰の使いに就職する予定だったが、自身が鳳凰の羽毛アレルギーだったために断念し、「新しい世界を見るのもいい」という理由でヤカラの配下となった。リュンリュンと同系統の愛らしい姿をしているが、さまざまないたずらや嫌がらせで人に迷惑をかけるうえ、怒った相手に対しては容姿と仕草を生かした泣き落としの謝罪をして見逃してもらっていた。
再会したリュンリュンの過去の悪事をワタルたちに暴露することで、リュンリュンを無期限活動停止寸前までに追い詰める。魔神戦では愛機のサー1000の能力を利用した泣き落とし戦法でワタルの戦意を落とす作戦に出るが、ウズメ丸による落書き風の御富良院お面を張り付けられたことで泣き顔を封じられ、撃破される。戦闘後はサー1000が破壊した民家の瓦礫内から「努」のブロックが発見される。
第18話ではアレルギー対策のマスクを着けたうえで鳳凰の使いに復帰し、宙部大社を訪れたワタルたちと再会する。
厚目 ニク（あつめ にく）
声 - 東地宏樹、高橋美佳子（歌唱パート）
第5話に登場。女性アイドル衣装とマンガ肉型マイクで着飾った、肥満体型の中年男性。普段は外見通りの男声であるが、歌うと女性のようなキュートな声になる。「有限会社エンジョーダ」の定時社員総会にて、エンジョーダの代理として登壇していたところ、エンジョーダを直接倒そうと潜入していたワタルたちと遭遇し、無茶振りによる嫌がらせで苦しめる。魔神戦でも機体越しのコブシを聞かせた音響攻撃で龍神丸を苦戦させるが、ウズメ丸作成の「マロやかスピーカー」が発する自社社歌の替え歌攻撃を仕掛けられ、マロやかスピーカーに乗って突撃するワタルの龍神丸に撃破される。実は有限会社エンジョーダなる会社は実在せず、ニクがブロッキンたちを総会メンバーとして集めるためにでっち上げた架空企業であった。なお、破壊された社屋の中に埋まっていた「義」のセブンブロックはカケルによって発見される。
サバイ・バル
声 - 安元洋貴
第7話に登場。豊富なサバイバルの知識と技術をもつ屈強な男。「どんな無茶もYESと答える」という信念をもった勤勉な企業戦士で、エンジョーダから回収を命じられたセブンブロックを、その正体を知らされないままに探し続けている。美しい妻と生まれて間もない息子がいるが、多忙ゆえになかなか家に帰れていない。趣味はキャンプ、特技はマウンテンバイクを用いたダウンヒル走行。
ブロック捜索中に誤って竹林で遭難していたところ、同じく道に迷っていたカケル一行に助けられ、自身のサバイバル術を伝授しながら生き延びるための共同生活を送る。共同生活中にカケルと親交を深めるが、カケルが偶然発見した「情」のセブンブロックを狙って敵対し、自身の境遇に同情したカケルの説得も受け入れず襲いかかる。バトルフィールドの無数の天井板を、愛機の10ソーマンで切り刻んで製作した特製迷路に麒麟丸を閉じ込めるが、マロチャンネルで解説されている右手法則の要領で迷路を突破したカケルの知力に敗北。愛機を破壊されながらも脱出し、茂みの中からカケルを毒入り吹き矢で狙撃しようとするが、それに気づいたショウに矢を止められ、マイガーの投石を顔面に食らい倒される。
占部 霊子（うらべ れいこ）
声 - 小林ゆう
第8話に登場。着物と長い黒髪が特徴の不気味な女性。他人の家を乗っ取ったあとにお化け屋敷のような事故物件に作り変え、そこに入った者にさまざまな心霊現象を見せながら「お分かりいただけただろうか？」と強調した解説をして恐怖させる。ただし、心霊現象の多くは事前に準備した立体映像やトリックによる見せかけである。
セブンブロックがあるとされる「アヤカシの里」の住人の老婆から乗っ取った屋敷でワタルたちを待ち構え、偽物のブロックでおびき寄せたあとで始末しようとする。魔神戦では、愛機のU-0とその幻影を組み合わせた幻惑戦術でワタルたちを苦しめるが、幻影の体部分が立体映像と見抜いたカケルの麒麟丸に映像のプロジェクターを破壊され、龍神丸も加わった必殺技の連撃で実体部分の頭部も破壊され敗北する。戦闘後は老婆からのお礼として「絆」のセブンブロックがワタルたちに提供されるが、実は老婆本人はすでに他界しており、屋敷自体が乗っ取られる以前からの事故物件だったことが判明する。
キリー&ヌッキー兄弟
声 - 加瀬康之（キリー）
第9話に登場。自作した切り抜きショート動画の配信を行っている兄弟。小柄で饒舌な兄のキリーが弟の肩に乗り動画の内容解説、大柄で無口な弟のヌッキーはボディビルのポーズをとりながら首に下げた薄型ディスプレイで動画の再生を行う。ただし、動画には撮影対象を貶める悪意的な編集が加えられており、編集自体の品質も低い。
御富良院がエンジョーダの手下にしてカケルを捕らえた悪人とする虚偽の証拠動画を流してワタル一行の内紛を狙うが、編集の不自然さからリュンリュン以外には捏造と見抜かれ、今度は愛機の抜粋侍を持ち出して決戦を挑む。戦闘中も御富良院の疑惑を主張し続け、御富良院が風神丸を召喚するために飛ばした手製の紙飛行機を切り抜いて妨害するが、御富良院の本当の人柄を知るワタルから疑惑を完全否定され、龍神丸が攻撃を食い止めるあいだにマロが切り抜かれた紙飛行機を発見したことで、風神丸の召喚までも許す結果となる。龍神丸と風神丸を同時に相手しながらも奮戦するが、烈風剣と登龍剣の同時攻撃を受けて敗北する。戦闘後は、戦う前にキリー自身が指し示していた高台で「信」のセブンブロックが発見される。
Mr.ライアー
声 - 関俊彦
第10話に登場。人が発するわずかな仕草や表情の変化から嘘をついているかを見抜く、メンタリストならぬ自称「ウッソリスト」。リュンリュンも愛読する発行部数100万部超えのベストセラーエッセイ「嘘を見抜く100の方法」の著者でもある。今までに500万人もの嘘を見破ってきたとされるが、実は嘘をつく術にも長けており、その名通りのライアー（嘘つき）でもある。
御富良院がエンジョーダの配下であるとする主張をワタルに信じてもらえず、落ち込むカケルを見かねたショウとマイガーの紹介で呼び出され、対面した御富良院本人に難癖同然の指摘や拷問のような行為をしてまで配下に仕立てようとするが、御富良院の裏表ない潔白の主張に跳ね返され、それに動揺した自身が自著で指摘していた嘘つきの所作を連発したことで不正行為を見破られる。今度は愛機のHOLA800を召喚してワタルたちの打倒とセブンブロックの奪取を狙い、龍神丸の母親の幻影を見せて龍神丸本人の戦意を失わせようとするが、幻影の母が語る自分の好物と本来の好物が違うことに気づいた龍神丸に幻影を見破られ、登龍剣で乗機を両断される。戦闘後は、近くにある茶畑で「真」のセブンブロックがカケルによって発見される。
赤ペンコーシ
声 - 檜山修之
第14話に登場。「オモシロソウ!!!」こそがリューチューブにおける重要要素と唱える、白い短パン姿のリューチューバーペンギン。動画の撮影技術や人気者になる心構えといったさまざまな知識に精通しており、パンツの中には教材を兼ねたマイクやペンなどの道具が収納されている。気持ちが高ぶったときなどでは、専用BGMを流しながら「オモシロソウッ!!!」と決め台詞を吐く。
マロにリューチューブのハウツーを教わっていたワタル・カケルにリューチューブの波動を感じたとして、マロをアシスタントとしたリューチューブハウツー講座を開いて実践的な授業を行う。実は講義に紛れてワタルたち全員を始末するつもりだったが、嫌がらせ同然の無茶振りリクエストをマロにすべて突破されたうえ、「好きなことを好きなように楽しくやるもの」というリューチューブの基本中の基本ができていないとカケルに指摘されたことに怒り、正体を明かすとともに愛機の「オモシロクマ魂」で襲いかかる。切り札の「ベタベタソウル」で龍王丸たちの接近を阻むが、マロやかスピーカー形態のウズメ丸の音楽に乗って軽やかに舞う龍王丸と皇龍丸の動きに翻弄され、皇輪斬にギターを弾かれた直後に2機の同時必殺攻撃で敗れる。
MANEKO（マネコ）
声 - 水樹奈々
第16話に登場。宙部界一のメイク技術をもつ凄腕のメイクアップアーティスト。仕事用のメイク道具一式と飛行用ロケットエンジンを内蔵した、可変キャリーケースを持ち歩いている。道具のなかには体型自体を別人レベルに変えられる機械もあり、自身はこれを「魔法のメイク」と称している。自身が変装する際は、精巧な演技力で変装元の声や性格までも再現する。メイクの下の素顔はつぶらでシンプルな目つきをしているが、体型は長身でスタイルに優れる。なお、ほかのヤカラのような魔神は所有しておらず、戦闘場面もない。
ワタル一行に苦戦する原因がウズメ（ウズメ丸）のサポートによるものと考えたショウ&マイガーの依頼で呼び出され、マロになりすましながらウズメの誘拐とワタル一行の妨害を狙う。しかし、堂々と本物のマロの横に並び歩いていたためワタルたちに怪しまれ、「緊急検証！マロとマロ、どっちが本物のマロか確かめてみた」というクイズ動画形式の勝負をすることになる。その場の誰一人正体を見破れなかったが、本物マロとの対話のなかで楽しいという感情が芽生え、天翔丸極・重號丸極との戦いではウズメ奪取の任を放棄してマロとともにウズメ丸召喚の手助けをする。後にメイクが崩れ、漸く偽物であることがバレたものの「自分の人生の中で一番楽しかった」とマロに礼を述べ、「魔法」が必要になったときにまた会おうと述べて去って行く。
マッスマイル健児（マッスマイルけんじ）
声 - 関智一
第17話に登場。24時間営業のトレーニングジム「スマイルジム」のオーナーを務める筋骨たくましい青年。ジムの無料体験として、1日10分のトレーニングを半年間続けることで、自身のようなマッスマイルボディになれるという「マッスマイル体操」を指導しているが、この体操には一定時間後に急激な筋肉痛を引き起こすよう計算したメニューが組まれており、体操後に生徒たちが痛み苦しむ姿を見て嘲笑している。
風神丸を龍王丸や皇龍丸のように強くしたいと考えていた御富良院に対し、「風神丸のパイロット（インナーマッスル）である自分自身を鍛えることが風神丸のパワーアップにつながる」とそそのかして自身のジムに入会させ、パワーアップにはやる彼に適正量以上のオーバーワークをさせるよう仕向けることで、風神丸のコックピットに進入不可となるほどの筋肥大状態にさせる。また、マッスマイル体操の隠れた罠にはまったワタルとカケルを筋肉痛で弱体化させ、愛機の「アクマッスルKN」が射出するルームランナーに龍神丸と皇龍丸を縛り付けて強制走行させる。二人を助けるべく、超高速素振りによる大量発汗で体型を無理やり戻した御富良院の風神丸も圧倒し、烈風剣の刀身を叩き折るが、折れた刀身を素材にウズメ丸が作成した新たな剣によってルームランナーを破壊され、「風迅破」と星龍剣の連撃を受けて敗北する。

### 宙部界の神々と住人たち
神7（かみセブン）
宙部界の創造主である七柱の神々で、人の姿をした三貴士（さんきし）と呼ばれる三姉弟と、それ以外の幻獣の姿をした四聖獣（四神）の総称。宙部界に来たほかの神々の監督役も担当し、エンジョーダの本拠地内にある池に通じた異世界にある「宙部大社」に住まう。セブンブロックの作成者でもあるが、作った理由は「集めた者が願いをかなえられるということに『ロマン』を感じたから」という遊び心によるものだった。壊れたブロックの修復もできるが、実際には各柱が作った1個ずつのみという制限がある。
アマテラス
長女。マロの正体である太陽の神で、世界創造の力を持つ宙部界の最高神。
ツクヨミ
声 - 阪口大助
マロの長弟で、月を司る神。姉のマロからは「ツックー」と呼ばれる。大人びた容姿をしたクールな人物であるが、マロを「姉上」と呼び敬愛している。
スサノオ
マロの次弟で、マイガーの正体である海の神。
龍神
声 - 杉田智和
龍神丸としてワタルに協力している四聖獣の一柱。
鳳凰、白虎、玄武
声 - 塙英子（鳳凰）、亀山雄慈（白虎）、中野泰佑（玄武）
龍神と並び称される四聖獣のうちの三柱。外見の割りにフランクな面をもち、マロからはそれぞれ「ほうちゃん」「びゃっきー」「かめきち」と呼び慕われている。
ゲンゲン、ビャクビャク
声 - 平田真菜（ゲンゲン）、徳留慎乃佑（ビャクビャク）
それぞれ玄武と白虎の使いを務める子亀と子虎。リュンリュンやホンホンとは神様幼稚園の同期という間柄。
ゲンゲンは在園時代の回想場面において、やさぐれていたころのリュンリュンから食べかけのポテトチップスの油が付いたクレヨンを知らずにつかまされるという被害を受けていた。宙部大社でワタル一行と対面した際は、尻尾に付いた2匹の蛇からの耳打ちを受けて話す。
八百万の神々（やおよろずのかみがみ）
声 - 世界（EXILE / FANTACTICS）、中野泰佑、亀山雄慈
自分たちへの信仰が薄れた人間たちの世界に見切りをつけ、宙部界へと移住した神々。人間の道具や動植物など、自然物、人工物を問わない万物に宿った付喪神であり、頭部に各神の依り代となる「もの」が付いている以外は、全員が弥生人のような衣装を身につけた小人の姿をしている。
その総数は本当に800万体存在していたが、エンジョーダの駆る炎上丸に一瞬で全て消滅させられた。
継音 ユキ（つぐね ゆき）
声 - 高垣彩陽
ワタルたちの世界と宙部界を繋ぐゲートを開くための試練「ぜんぶ当てなきゃ帰れま7（セブン）」の進行役、およびゲートの開閉を担当するアルバイトの少女。アイドルのような立ち振る舞いをしているが、低身長のために持参した木箱を踏み台に利用する。ワタルたちに敗北後に改心した爺チャンネル、暴露宇、ドッキリマン、サバイ、キリー&ヌッキー、ライアー、赤ペンコーシ、MANEKO、建児たちを呼び寄せ、「朝のルーティーンで白湯を飲んでいる敵キャラランキング」をお題にした「帰れま7」を主宰する。

### ワタルたちの世界の人物
天部 勝仁（あまべ かつひと）
声 - 利根健太朗
ワタルとカケルの祖父。二人の配信を手伝うために自身が所有するパソコンを貸し出し、合間にお菓子を差し入れるなどして可愛がっている。実はマロチャンネルの配信を通じて宙部界でのワタルたちの様子を視聴しており、宙部界から帰還したワタルとカケルにエンジョーダ打倒のためのエールを送る。

## 登場魔神
- メカニカルデザインの倉持キョーリュー（ワタル側魔神とエンジョーダ側のうち2体を担当）はインタビューで、「魔神は小さくてかわいらしいもの」という印象から旧シリーズの魔神の頭身を踏襲するという考えがよぎったものの、近年のプラモデルユーザーはアクションフィギュア並の可動を求めている印象を持っていたため、過去作よりも若干頭身を上げたデザインにしている。また、最初から3DCGで制作されることが決まっていたため、龍神丸の首元のえりを旧作より小さくするなどCG制作時に矛盾が出ないよう調整したという。

本作の敵魔神は、旧「ワタルシリーズ」の敵魔神のカラーリングをサンプルし、それをもとに配色を決定している。

### ワタル一行の魔神
龍神丸（りゅうじんまる）
声 - 杉田智和
ワタルの乗機にして相棒的存在。ワタルたちを宙部界に呼び寄せた存在でもある。その正体は、宙部界の神々で最強と呼ばれる黄金の龍神であり、ワタルがタブレットPCのデータ上で作成したブロックのロボットに自身の魂を宿らせることで魔神の体を得る。ワタルが天に向けて名を叫ぶことで召喚され、機体内部は龍神の居る亜空間となっている。龍神とワタルが心を通じ合わせることで力を発揮し、ワタル自身が命名した剣にして必殺技である「登龍剣（とうりゅうけん）」を振るって戦う。登龍剣のホルスターに重ねて装備されたボウガン「龍の弓」は龍頭のような光の矢を放ち、畳んだ弓の表面に盾状の防御フィールドを形成することもできる。召喚されていないときは人間に近い生活を送っており、リュンリュンに寝かしつけてもらいながら睡眠を取るほか、敵のHOLA800がしかけた幻影内では姿がよく似た母親が登場する。
本作における龍神丸の特徴として、右肩に金色の龍頭を模したパーツが存在し、プラモデルの初回限定版ではこれを用いたオリジナル形態や武装を再現可能。
龍王丸（りゅうおうまる）
「龍神丸を強くしたい」「みんなを笑顔にしたい」というワタルの願いに呼応したセブンブロックが、自身らのもつ「神の力」を龍神丸に授けた姿。左右の肩に龍頭が追加された双肩の「龍王頭」（りゅうおうず）となり、高速飛行用の推進器や遠距離攻撃の発射口として機能する。従来の登龍剣は青い結晶の刀身をもつ「星龍剣」（せいりゅうけん）へと強化され、青く光る龍のエネルギーで斬り裂く必殺剣は天翔丸と重號丸を同時に破壊するほどの威力を発揮する。また、龍王頭から手裏剣のごとく撃ち出した多数の光の牙で包囲攻撃を行う「龍牙拳」（りゅうがけん）、両腕に装着した龍王頭から巨大な炎を放つ「炎龍拳」（えんりゅうけん）、両肩の龍紋から発生した電撃を無数の雷龍にして放つ「龍雷拳」（りゅうらいけん）など、ワタルの創造力が生み出す多彩な攻撃手段をもつ。なお、一度召喚を解除するともとの龍神丸の姿に戻るため、召喚するたびにブロックたちへの変身要請を行う必要がある。
風神丸（ふうじんまる）
御富良院の乗機で、「野牛御富良院流を象徴する魔神」という御富良院自身の要望を聞き入れたワタルがブロックから作成した二刀流剣士型魔神。当初は剣に手足が生えただけの不細工な造形で、マロの悪ふざけによる飾りつけまでされていたが、やってみタンクに生身で立ち向かおうとする御富良院に感銘したワタルの「ものを作る」思いによって正当な姿へと変化する。両肩に背負った刀「烈風剣（れっぷうけん）」は名称通りに刀身から強風を巻き起こすことが可能で、召喚時の現場急行や空中戦では巨大竜巻に自機を乗せて移動する。召喚には御富良院と風神丸との事前の打ち合わせが必要らしく、初期のころは連絡に失敗するか、成功しても遅刻して戦闘に間に合わなかったりする。遅延なく戦闘参加できた召喚方法は、「尻文字で風神丸の名を書く」「手旗信号を使う」「手製の紙飛行機を空向けて飛ばす」「大声で風神丸の名を叫ぶ」「法螺貝を吹く」など。劇中で声を発さないものの固有の意思をもち、御富良院のときとは打って変わってワタルたちの悪ふざけによる召喚に迅速に応じるなどの描写がある。対アクマッスルKN戦では烈風剣を折られて窮地に陥るが、「ワタルとカケルを支えたい」という御富良院の思いの力によって風神丸改へと進化する。折れた烈風剣も、ウズメ丸の力によって「颶風刃(ぐふうじん)」へと生まれ変わり、2本の柄を連結した双刃形態となることで、剣を回転させながら投げつける新技「風迅破（ふうじんは）」の使用が可能となる。
麒麟丸（きりんまる）
カケルの乗機。祖父の勝人が所有している木彫りの麒麟像をモチーフにしており、ドッキリマンのテッテレイに追い詰められた状況下で、ワタルが龍神丸を創造するのと同じ要領でカケル自身によって創造された。腰背部から第3、第4の脚である「聖獣脚（せいじゅうきゃく）」を展開した「麒馬（きば）形態」に変形し、高い脚力による残像を生じるほどの速さで敵を翻弄しつつ、ウズメ丸が作成したチャクラム型投擲武器「輝輪（きりん）」を駆使して戦う。必殺技は「雷円斬（らいえんざん）」。機体への搭乗時は周囲に荒波のエフェクトが現れ、カケルがサーフィンのように波乗りしながら額にある搭乗口に向かう。
前述の倉持のインタビューによると、龍神丸や風神丸と違い旧シリーズのデザイン参考元がない麒麟というモチーフをどうまとめ上げるかで悪戦苦闘したという。
皇龍丸（こうりゅうまる）
麒麟丸に次ぐ新たなカケルの愛機。龍神丸（龍王丸）と同じく龍をモチーフとしており、両肩には前向きの龍を模した「皇龍頭」（こうりゅうず）をもつ。当初は、破壊された麒麟丸を一度解体してから組み直す方向で修復が試みられるが、カケルの技量不足から解体前の状態に戻すことすらできなくなったため、ブロック単位まで分解したうえで別のブロックを足して新造される。カケルの心中にある勝人との思い出をアイデアとした麒麟丸に対し、こちらは自由な発想をもつワタルとの思い出をアイデアの源泉としている。完成直後の試運転中に、機体の駆動に必要な「神の力」の欠乏によってもとのブロックに戻りかけるが、ワタルの心と補い合うカケルの心を救世主にふさわしいと認めた龍王丸の「神の力」を分け与えられて復活する。武装は、「皇輪」（こうりん）と呼ばれる3枚のリングを先端に装着したウズメ丸作成の錫杖「皇龍杖」（こうりゅうじょう）。必殺技は、皇輪を直接飛ばして打撃を与える「雷円連舞」（らいえんれんぶ）、皇輪を鏡のように反射させて全方位から攻撃する「鏡閃哮」（きょうせんこう）、皇龍杖から発生した円盤状の水の刃を投げつけて斬り裂く「皇輪斬」（こうりんざん）。
ウズメ丸
マロに体を3回なでられたウズメが変身するレトロ炊飯器のような魔神。窯状になった胴体にブロックを入れて攪拌することで、さまざまな効果をもったアイテムを炊飯するかのごとく生成する。尾羽はおもにマロを乗せるための足場となるほか、窯の内部は敵の攻撃から避難する際のシェルターにもなる。
神龍王丸（しんりゅうおうまる）
「エンジョーダを秒でBANだぜ」というワタルとカケルの願いを受けたセブンブロックが、龍王丸と皇龍丸を融合して創造した究極の魔神。機内にいる龍神の像が2頭に増え、ワタルとカケルがそれぞれの頭部に乗ることで駆動する。また搭乗時の二人の服装も、白基調のマントと黄金の装飾品をあしらった専用衣装に変化する。背中のウイング基部に配置された3枚の「神環光輪」（しんわこうりん）からは強力な風の力を発生し、光輪を直接射出して攻撃する「神龍光輪波」（しんりゅうこうりんは）や、3枚の光輪を「神創龍剣」（しんそうりゅうけん）の刀身に纏わせて放つ必殺攻撃で敵を消し去る。また、ワタルたちの救世主としての力が極限まで向上したことで、ブロックを用いた多様多彩な創造が可能となっている。

### ヤカラの魔神
本作での敵魔神戦では周囲が専用フィールドとなり、戦闘終了後にもとの景色に戻るようになっている。
チャンネル登録お願いしマウス
第1話に登場。爺チャンネルが搭乗するネズミ型魔神。頭部と一体化した車輪を駆動させて高速走行する。武装は頭部に収納された「チャンネル登録おねガトリングガン」「チャンネル登録お願いしま手裏剣」、接近戦用の「チャンネル登録お願いしまスタンガン」「チャンネル登ロングソード」、自チャンネルの登録ボタンを模した機雷「チャンネル登録ボカン」。
やってみタンク
第2話に登場。おわり親方が搭乗する戦車型魔神。下半身が無限軌道（キャタピラ）となっており、頭部に生クリーム弾などの各種弾頭を装填した大砲、手に接近戦用のファイティングナイフ、無限軌道側面と背部のアームにピコピコハンマーを装備する。ハンマーは叩いたものを縮める効果があり、御富良院の伸ばされた頭部を元の長さに戻す。
バクロウ
第3話に登場。増行暴露宇が搭乗するフクロウ型魔神。鳥型らしい高速飛行能力に加えて、翼を兼ねた腕部には相手のスキャンダル映像を撮影・空中投影するためのスマートフォン計6台、頭部にはビーム砲を内蔵した複眼式カメラアイを装備する。これらの機能に乗せた暴露宇自身の情報暴露によって敵の羞恥心を煽り、戦意を削がれた瞬間を狙ってビーム砲を見舞う。
テッテレイ
第4話に登場。ドッキリマンが搭乗する、握り寿司がモチーフの魔神。頭部にある寿司ネタ部分が交換式の武装モジュールになっており、「アマエビミサイル」などといった各ネタに由来した攻撃を繰り出す。また手持ち武装として、必殺の「テッテレーザー」を放つクラッカー型火器やドッキリ用プラカードを模した刀剣を装備している。
ニックニク
第5話に登場。厚目ニクが搭乗するスピーカー型魔神。電光のレベルメーターや音響機器を装備しており、発射後に軌道が曲がる肩のビーム砲や、演歌の「コブシ」にかけた回転発射式の拳部ビーム砲で攻撃する。
サー1000（サーセン）
第6話に登場。ホンホンが搭乗する丸い宇宙服のような外見の魔神。「謝罪」に関連した機能や武装をもち、大きな目を潤ませた泣き顔で相手に謝罪し、戦意を失った瞬間を狙い撃ちする。両腕の武器は交換式となっており、射出武器の「スマナカッター」、刀剣の「アイムソード」、ビーム砲の「お詫ビーム」を使い分ける。
かまくら監督の前述のインタビューによると、彼女が子供の時にあった顔が回るおもちゃが元ネタだという。
10ソーマン（テン・ソーマン）
第7話に登場。サバイ・バルが搭乗する全身10か所にノコギリを付けた魔神。ノコギリは1枚ごとにローマ数字のナンバーが描かれており、機体から分離しての遠隔操作が可能。
U-0（ユーレイ）
第8話に登場。占部霊子が搭乗するドクロ頭の幽霊のような魔神。頭部の髪を自在に伸ばして操り、敵への攻撃や捕縛用途に使用する。頭部以外の部分は外部のプロジェクターが映し出した立体映像であり、この部分への攻撃のみが本物の幽霊のようにすり抜けているよう誤認させている。
抜粋侍（ばっすいざむらい）
第9話に登場。キリー&ヌッキー兄弟が搭乗する鎧武者型魔神。兜にハサミを模した鍬形があしらわれ、両肩には攻撃対象の一部分を切り抜いて別の場所に転送したり、2本の剣に分割して格闘に使用したりできる巨大なハサミを装備している。なお、コックピット内の座席はキリーの体格には大きすぎるため、操縦はヌッキーが担当する。
HOLA800（ホラはっぴゃく）
第10話に登場。Mr.ライアーが搭乗する仮面貴族風の魔神。ライアー本人による嘘の発言を交えただまし討ちを得意とし、先に宣言した部位とは違う部位から攻撃を繰り出してくる。例として、ロケットパンチと見せかけてつま先部分を発射する「ロケットつま先」、「口からビーム」に見せかけた「尻からミサイル」など。また、相手に幻影を見せて惑わす特殊なスモークを放出する。ただし、一度使った攻撃は次回から相手に対処されやすくなる欠点があり、戦いが長引くにつれて攻め手を失っていく。
天翔丸（てんしょうまる）
ショウが搭乗する飛行型魔神。ショウが所持しているヨーヨーを空に射出することで召喚される。背中の天翔翼をはばたかせて飛翔し、高空からの攻撃を見舞う。武装は、左右の天翔翼に懸架された短剣「死地天罰刀」（しちてんばっとう）、翼竜の頭部をかたどった胸部の口から発射されるミサイル「天翔弾」。必殺技は、残像を生じるほどの速さで敵を包囲しながら攻撃する「天翔残像陣」（てんしょうざんぞうじん）。龍王丸に敗北後は、紫と黒系統に塗られた強化型「天翔丸極（きわみ）」として再登場する。
重號丸（じゅうごうまる）
マイガーが搭乗する重砲撃型魔神。マイガーが足元の地面を殴り割ることで地中から現れる。武装は、フルパワー射撃で高威力を発揮する背部連装エネルギー砲「重號砲」、左右の袖口に収納された格闘用ナイフ「失日號剣」（しつじつごうけん）。必殺技は、体術で敵を地面に叩きつける「重號イズナ落とし」。また、天翔丸と2機がかりで放つ回転突撃技「天翔重號剛力波」（てんしょうじゅうごうごうりきは）は、龍神丸の登龍剣を砕くとともに麒麟丸を大破させる威力をもつ。龍王丸に敗北後は、頭部と胸部の角飾りが青いクリアパーツになった強化型「重號丸極」として再登場する。
オモシロクマ魂（オモシロクマソウル）
赤ペンコーシが搭乗するシロクマ型魔神。接近戦では背負ったギターを振り回して打撃を加え、遠距離戦では足止め用のトリモチと触発機雷としての役割を兼ねた粘着物質「ソウルボンバー」を口から発射する。また、弦にソウルを吸着させたギターをかき鳴らして広範囲にソウルをまき散らす「ベタベタソウル」という技もある。
アクマッスルKN
マッスマイル健児が搭乗する黄金色の悪魔型魔神。格闘戦に長けた機体で、素手で烈風剣を叩き折るパワーがある。腹筋部分のハッチ内には、龍神丸と皇龍丸を拘束するためのウェイトが付属した魔神用ルームランナー、「ダンベル手裏剣」「バーベルソード」といったトレーニング器具由来の武器が収納されている。
雷神丸（らいじんまる）
御羅院が搭乗する二刀流剣士型魔神。御羅院が刀を掲げて「雷神丸オーレイ！」と叫ぶことで天から召喚され、その際に発生した雷をコックピットに向かうための足場にする。その名のとおりに雷の力を宿した機体で、風神丸と対になるような姿をしている。コックピット内に設置されたサウナストーブが発する熱量でパワーアップする性質をもつ。武装として、1本の長剣にも合体可能な可能な両肩の「雷鳴剣」と環状に連なった背部の「雷神の鼓」をもち、雷鳴剣から巨大な雷球を作り出して撃ち出す「雷迅波」（らいじんは）や赤い強化攻撃の「真雷迅波」、強力な熱波を放つ「熱波オーレイ」を必殺技とする。
炎上丸（えんじょうまる）
エンジョーダが、御羅院ごと雷神丸を取り込んで生み出した魔神。背部にある大小二対の「炎上顕示翼（えんじょうけんじよく）」が特徴で、赤い大剣「炎上暗剣（えんじょうあんけん）」から多数の追尾火球を撃ち出す「メラメラファイヤー」を必殺技とする。さらに宙部界の人々から抽出した炎上パワーを極大集中して放つ「炎上玉」は、長い充填時間と引き替えに宙部界全体を焼き尽くす威力をもち、玉から飛び散る火の粉すらも巨大な火柱を発生させるエネルギーを内包している。
大炎上丸（だいえんじょうまる）
ワタルたちの世界へと侵攻した炎上丸が、現地の豊富な炎上パワーを取り込んでパワーアップした姿。炎のエネルギーを一点集中して放つ「大炎獄」（だいえんごく）は、星龍剣をも上回る威力を発揮する。さらに、洗脳したアマテラス（マロ）の力を利用して生成する「炎上太陽」は天文学的規模の「炎上ビッグバン」となって宇宙を焼き尽くし、エンジョーダの念願である「炎上宇宙」の創世を成し遂げるとされる。

## スタッフ
| 監督                 | かまくらゆみ                               |
| シリーズ構成         | 加藤陽一                                   |
| キャラクターデザイン | 中野繭子、湯本佳典                         |
| 魔神デザイン         | 倉持キョーリュー、スタジオGS               |
| 世界観デザイン       | 有里                                       |
| 美術監督             | 中村典史、林雅巳                           |
| 色彩設計             | 柴田亜紀子                                 |
| CGディレクター       | 長嶋晋平                                   |
| 撮影監督             | 江間常高                                   |
| 編集                 | 渡辺直樹                                   |
| 音響監督             | 藤野貞義                                   |
| 音楽                 | 高田龍一、広川恵一、Oliver Good、井上馨太  |
| プロデューサー       | 宮村航、前川貴史、關口彩香                 |
| 制作                 | バンダイナムコピクチャーズ                 |
| 製作                 | バンダイナムコフィルムワークス、テレビ東京 |

## 主題歌
「POP UP!」
lol-エルオーエル-による前期オープニングテーマ。作詞は深川琴美、作曲・編曲は宮川麿。
「創」
SANTAによる後期オープニングテーマ。作詞は藤原優樹、作曲・編曲は長谷川大介。
「ポケット」
FANTASTICS from EXILE TRIBEによるエンディングテーマ。作詞はFAST LANE、作曲・編曲はMatt Ermine。
「有限会社エンジョーダ社歌」
厚目ニク（高橋美佳子）による第5話挿入歌。作詞は赤尾でこ、作曲は広瀬恵一、編曲は広川恵一・高田龍一。

## 各話リスト
| 話数   | サブタイトル                                    | 脚本     | 絵コンテ              | 演出              | 作画監督                                                                           | 総作画監督                          | 初放送日       |
| ------ | ----------------------------------------------- | -------- | --------------------- | ----------------- | ---------------------------------------------------------------------------------- | ----------------------------------- | -------------- |
| 第1話  | 【救世主はRyuTuber】 星部ワタルがふってきた！   | 加藤陽一 | かまくらゆみ          | かまくらゆみ      | 石田智子 湯川純 森知鶴                                                             | 中野繭子 湯本佳典                   | 2025年 1月12日 |
| 第2話  | 【風神丸見参】 おでこがピンチの御富良院！       | 加藤陽一 | 重田敦司              | 小坂春女          | 中澤あこ 吉田和香子 菊地しゅんすけ                                                 | 湯本佳典                            | 1月19日        |
| 第3話  | 【大暴露】 マロの謎をさぐれ！                   | 加藤陽一 | 岩崎知子              | 南康宏 野崎麗子   | をがわゐちろを 佐々木瞳 奥谷周子                                                   | 中野繭子 湯本佳典                   | 1月26日        |
| 第4話  | 【ドッキリ】 カケルとの再会!?                   | 加藤陽一 | 宮﨑なぎさ            | 日下直樹          | 菊池晃 加瀬幸治 永田善敬 しんぼたくろう 森知鶴                                     | 湯本佳典 中野繭子 石田智子 中澤あこ | 2月2日         |
| 第5話  | 【秒で最終回】 エンジョーダのアジトに参上だ！   | 赤尾でこ | 西森章                | 加藤顕            | 石井舞 関口紫織 工藤裕加 石田智子 呉桐 坪田慎太郎 菊地しゅんすけ 高橋はつみ        | 中野繭子                            | 2月9日         |
| 第6話  | 【緊急謝罪】 リュンリュンの黒歴史!?             | 根元歳三 | 平池芳正              | 鳥羽聡            | 石田智子 長谷川一生 上野泰寛 飯飼一幸                                              | 湯本佳典 中野繭子 石田智子 中澤あこ | 2月16日        |
| 第7話  | 【サバイバル】 カケルたちはどう生きるか         | 鴻野貴光 | イムガヒ              | イムガヒ          | 新田美津姫 岡崎洋美                                                                | 中野繭子                            | 2月23日        |
| 第8話  | 【閲覧注意】 幽霊屋敷へレッツゴー！             | 根元歳三 | ソエジマヤスフミ      | 榎本守            | 石田智子 中澤あこ 長谷川一生 吉田和香子 新田綾子 川辺雄介                          | 石田智子 中澤あこ                   | 3月2日         |
| 第9話  | 【切り抜き】 御富良院が裏切り者すぎた！         | 赤尾でこ | 宮﨑なぎさ            | 南康宏 野崎麗子   | 湯川純 石井舞 関口紫織                                                             | 中野繭子                            | 3月9日         |
| 第10話 | 【永久保存版】 ウソを見破る100の方法!?          | 鴻野貴光 | 西森章                | 日下直樹          | しんぼたくろう 新田綾子 上野泰寛 小野和寛 張民浩 金信友 朴守福                     | 湯本佳典 中澤あこ 新田綾子          | 3月16日        |
| 第11話 | 【ガチ裏切り】 どうするカケル！                 | 根元歳三 | 岩崎知子              | 鳥羽聡            | 森知鶴 をがわゐちろを                                                              | 中野繭子 湯本佳典                   | 3月23日        |
| 第12話 | 【必見レシピ】 大いなる神の力を手に入れろ！     | 根元歳三 | 重田敦司              | 吉沢俊一 進藤陽平 | 中澤あこ 高橋はつみ 佐々木瞳                                                       | 中野繭子                            | 3月30日        |
| 第13話 | 【魔神改造】 分解したら直らなくなった件www      | 加藤陽一 | 小倉宏文              | 加藤顕            | 福士真由美 関口紫織 石井舞 工藤裕加 吉田和香子 しんぼたくろう                      | 中野繭子                            | 4月6日         |
| 第14話 | 【マロ流ハウツー】 これで君も人気RyuTuber!      | 赤尾でこ | 宮﨑なぎさ            | 榎本守            | 石田智子 米本奈苗 長谷川一生                                                       | 湯本佳典 中野繭子 新田綾子          | 4月13日        |
| 第15話 | 【ものまねメイク】 マロがマロでマロはマロロン   | 鴻野貴光 | 岩崎知子              | 日下直樹          | 重田敦司 湯川純 佐々木瞳 上野泰寛 川辺雄介                                         | 中野繭子                            | 4月20日        |
| 第16話 | 【効き目抜群】 みんなでワンツー！最強筋トレ！   | 根元歳三 | 博多正寿              | 博多正寿          | 中澤あこ 張民浩 金信友 朴守福 服部憲知                                             | 湯本佳典 中澤あこ                   | 4月27日        |
| 第17話 | 【地獄】 ドッキドキ!?ワナだらけの罰ゲーム大会！ | 赤尾でこ | 吉沢俊一              | 鳥羽聡            | 湯川純 をがわゐちろを 関口紫織 上野泰寛 石井舞 小野和寛 竹内浩志                   | 中野繭子 湯本佳典                   | 5月4日         |
| 第18話 | 【神回】 世界のヒミツを教えます！               | 加藤陽一 | 平池芳正              | 南康宏 野崎麗子   | 石田智子 米本奈苗 長谷川一生 工藤裕加                                              | 中野繭子 湯本佳典                   | 5月11日        |
| 第19話 | 【ざっくり解説】 御富良院のできるまでとか       | 加藤陽一 | 緒方隆秀              | 緒方隆秀          | 加藤愛 寺口祐輔 杉山翔香                                                           | 中野繭子 湯本佳典                   | 5月18日        |
| 第20話 | 【漢の男気バトル】 オトコとオトコのオトコ勝負！ | 根元歳三 | 重田敦司              | 加藤顕            | 佐々木瞳 工藤裕加 長谷川一生 上野泰寛                                              | 中野繭子                            | 5月25日        |
| 第21話 | 【感動の再会!?】 スサノオをさがせ！             | 根元歳三 | ソエジマヤスフミ      | 榎本守            | 森知鶴 関口紫織 福士真由美 重田敦司 新田綾子 をがわゐちろを                        | 中野繭子 湯本佳典                   | 6月1日         |
| 第22話 | 【ガチ勝負】 ぜんぶ当てなきゃ帰りま7！          | 赤尾でこ | 宮﨑なぎさ            | 須藤典彦          | 平田賢一 板倉和弘 石田智子 長谷川一生 服部憲知                                     | 中野繭子                            | 6月8日         |
| 第23話 | 【悲報】 燃える世界と突然のわかれ               | 鴻野貴光 | 重田敦司              | 吉沢俊一          | 石田智子 湯本佳典 米本奈苗 上野泰寛                                                | 湯本佳典 中野繭子                   | 6月15日        |
| 第24話 | 【二人は救世主】 創れ！オレたちの輝く未来！     | 加藤陽一 | 重田敦司 かまくらゆみ | かまくらゆみ      | をがわゐちろを 湯川純 石井舞 関口紫織 唐澤雄一 森知鶴 諏訪可奈惠 工藤裕加 馬場竜一 | 湯本佳典 中野繭子                   | 6月22日        |

## 放送局
| 放送期間                | 放送時間                     | 放送局                             | 対象地域                                                    | 備考                                 |
| ----------------------- | ---------------------------- | ---------------------------------- | ----------------------------------------------------------- | ------------------------------------ |
| 2025年1月12日 - 6月22日 | 日曜 17:30 - 18:00           | テレビ東京（製作局） ほか系列全6局 | 北海道・関東広域圏・愛知県・ 大阪府・岡山県・香川県・福岡県 | 字幕放送                             |
| 2025年1月17日 - 6月27日 | 金曜 1:00 - 1:30（木曜深夜） | BS日テレ                           | 日本全域                                                    | BS/BS4K放送 / 『アニメにむちゅ〜』枠 |
| 2025年4月18日 -         | 金曜 7:00 - 7:30             | テレビ和歌山                       | 和歌山県                                                    | [ 28 ]                               |

| 配信開始日    | 配信時間        | 配信サイト | 備考           |
| ------------- | --------------- | --- | -------------- |
| 2025年1月12日 | 日曜 18:00 更新 | バンダイチャンネル Hulu dアニメストア U-NEXT アニメ放題 DMM TV ABEMA FOD Prime Video Lemino TELASA J:COM STREAM milplus Pontaパス ふらっと動画 | 見放題配信     |
|               |                 | バンダイチャンネル TELASA J:COM STREAM milplus HAPPY!動画 ニコニコチャンネル ビデオマーケット music.jp Prime Video YouTube (レンタル)          | 都度課金配信   |
|               |                 | ABEMA ニコニコ生放送 TVer ネットもテレ東 | 見逃し無料配信 |

## ショートアニメ
2024年12月13日よりYouTube『ワタル&カケルチャンネル』で配信の短編アニメ。アニメーション制作はPlott。
| 話数 | サブタイトル                                                       | 配信日          |
| ---- | ------------------------------------------------------------------ | --------------- |
| #1   | 【24時間RTA】いつもの生活を秒でこなしてみた！                      | 2024年 12月13日 |
| #2   | 【リアル】異世界旅のワンデールーティン                             | 2025年 1月10日  |
| #3   | 【恐怖】注射なんて絶対打たないぞ！                                 | 1月17日         |
| #4a  | 【コラボ】魔界刑務所から脱出せよ！前編「脱出」                     | 1月24日         |
| #4b  | 【コラボ】魔界刑務所から脱出せよ！中編「激闘」                     | 1月24日         |
| #4c  | 【コラボ】魔界刑務所から脱出せよ！後編「正体」                     | 1月24日         |
| #5   | 【出逢い】捨て猫と義理人情。                                       | 2月7日          |
| #6   | 【コント】龍神丸の質問コーナー！？                                 | 2月21日         |
| #7   | 【スカッと】ズルして勝とうとするチーターの末路…                    | 2月28日         |
| #8   | 【コント】龍神丸とコンビニバイト                                   | 3月21日         |
| #9a  | 【コラボ】巨大な人喰い吸血鬼から逃げきれ！？前編「暴走のはじまり」 | 3月28日         |
| #9b  | 【コラボ】巨大な人喰い吸血鬼から逃げきれ！？中編「望みなき声」     | 3月28日         |
| #9c  | 【コラボ】巨大な人喰い吸血鬼から逃げきれ！？後編「絵本の結末」     | 3月28日         |
| #10  | 【クリア不可能！？】成功者0人の超難関アスレチックをクリアせよ！    | 3月29日         |
| #11  | 【解散】ケンカしました。もう無理です                               | 4月4日          |

## 関連作品

### 漫画
『月刊コロコロコミック』（小学館）2025年1月号より連載されている。漫画は焼nickが担当。
- 焼nick 『魔神創造伝ワタル』 小学館〈てんとう虫コミックス〉、既刊1巻（2025年5月28日現在）
  1. 2025年5月28日発売[32][33]、ISBN 978-4-09-154045-4

## 商品化

### プラモデル
作中の魔神たちを立体商品化したプラモデルシリーズがBANDAI SPIRITSより展開。
各商品の共通的な特徴として、ランナーのパーツを手で切り離せる「タッチゲート」構造と、複数機でのパーツ交換が可能な共通フレームが採用されている。また龍神丸、風神丸、麒麟丸の3機に関しては、プラモデルオリジナルの武装パーツを同梱した初回生産版も並行販売され、3機分のパーツを組み合わせた大型武装や龍を再現することも可能になっている。

#### ブロックロス
共通構造の可動式ブロックフレームに機体の外装を組付ける方式のプラキットシリーズ。「ガンダムシリーズ」のモビルスーツなどといった他作品メカのラインナップもあり、ひとつのフレームにさまざまな機体の外装を組み付けて遊ぶことも可能。「ワタルシリーズ」からは、本作と「英雄伝シリーズ」の両方の商品が展開される。

## コラボレーション・タイアップ
- 2024年7月 - 2025年1月の応募期間を経て実施される「第4回プログラミングコンテスト」の特別賞「魔神創造伝ワタル賞」が設定された。ビジュアルプログラミング言語のScratchを用いて作中のキャラクターたちの画像を組み合わせ、完成した作品の出来を競う[39]。
- 2025年3月20日から同年5月20日まで千葉県習志野市の「天然温泉湯～ねる」でコラボを実施[40]。ワタルや龍神丸たちと一緒に写真が撮れるフォトスポット、キャラクターポスターの展示、新旧ワタルシリーズの音楽に合わせてロウリュを行うライブロウリュ、キャラクターをイメージしたコラボスイーツ、特製グッズが当たるコラボガチャの販売を行う。
- 2025年6月18日から30日まで、浅草花やしきでコラボイベント「【日本一古い遊園地！？】浅草花やしきで遊んでみた!」を実施[41]。オリジナルグッズ販売、キーワードラリー、巨大ガラポン、コラボフード等が行われる。
- バンダイナムコエンターテインメントが配信するアプリゲーム『スーパーロボット大戦DD』にて2025年6月より期間限定参戦[42]。